# Calomicrus koenigi
Calomicrus koenigi es un coleóptero de la familia Chrysomelidae.
Fue descrita científicamente por primera vez en 1897 por Jacobson.